# Экспресс АТ1
«Экспресс АТ1» — коммерческий геостационарный телекоммуникационный спутник средней размерности. Заказан российским спутниковым оператором ФГУП «Космическая связь» и построен в ОАО «Информационные спутниковые системы» имени академика М.Ф. Решетнёва».
Космический аппарат (КА)  запущен в точку стояния 56° в. д. на смену спутнику Бонум-1. Он обеспечивает непосредственное спутниковое телевещание на территории западной и восточной части России в диапазоне частот Ku- и пополнил группировку спутников Экспресс.

## История создания
Контракт на производство спутника «Экспресс АТ1» между ФГУП «Космическая связь» и ОАО «Информационные спутниковые системы» имени академика М. Ф. Решетнёва" был подписан 22 сентября 2010 года. В соответствии с условиями контракта ОАО «ИСС» отвечает за проектирование, разработку, изготовление, интеграцию и испытания КА, а также за создание динамического программного имитатора. Кроме того, предприятие предоставит оператору техническую поддержку в процессе эксплуатации спутника. Также, в тот же день были подписаны контракты на создание двух других телекоммуникационных космических аппаратов — «Экспресс-АТ2» и «Экспресс-АМ8».
В апреле 2012 года прошло критическое рассмотрение проекта «Экспресс АТ1» (наряду с «Экспресс-АМ8» и «Экспресс-АТ2») после чего началось изготовление оборудования для космических аппаратов.
19 августа 2012 года конструкция модуля полезной нагрузки «Экспресс АТ1» была отправлена в компанию Thales Alenia Space для установки на неё ретрансляционного оборудования.
В январе 2013 года были завершены работы по изготовлению модуля служебных систем.
В июле 2013 года начался процесс интеграции платформы Экспресс-1000НTB и модуля полезной нагрузки.

## Конструкция

### Космическая платформа
КА «Экспресс АТ1» строится на базе спутниковой платформы Экспресс-1000НTB, которая по своим удельным техническим и эксплуатационным характеристикам более чем в два раза превосходит платформу спутников «Экспресс АМ33/44» МСС-767, предыдущую платформу ОАО ИСС. Одной из особенностей платформы является комбинированная система терморегулирования, где применяется полностью резервированный жидкостный контур. Оборудование платформы размещено на сотопанелях (с внутренним строением пчелиных сот), которые в свою очередь крепятся на изогридную («вафельную») центральную трубу. На платформе применяются солнечные батареи на основе трёхкаскадных арсенид-галлиевых фотопреобразователей производства ОАО НПП «Квант» (г. Москва), литий-ионные аккумуляторные батареи Saft VS 180 производства французской компании Saft и стационарные плазменные двигатели СПД-100 производства ОКБ Факел (г. Калининград) для осуществления коррекции по долготе и широте.
Вес спутника на орбите — около 1800 кг и он имеет срок активного существования более 15 лет. Мощность, выделяемая платформой для питания бортового ретрансляционного комплекса составляет 5600 Вт.

### Полезная нагрузка
Конструкция модуля полезной нагрузки КА «Экспресс АТ1» изготовлена в ОАО «ИСС». В её составе использованы сотовые панели общей площадью 30 м², содержащие более 140 тепловых труб для поддержания температуры бортовых приборов в пределах допустимых значений.
Оборудование полезной нагрузки изготавливается французской компанией Thales Alenia Space. На космическом аппарате будет установлено 36 транспондеров в Ku-диапазоне, 32 из которых активные и ещё восемь находятся в резерве на случай выхода из строя какого-либо из основных. Общая масса полезной нагрузки
составит около 360 кг.
Полезная нагрузка КА «Экспресс АТ1» включает две зоны покрытия в Ku-диапазоне:
- «Широкая фиксированная зона» предназначена для работы на всей западной и центральной территории России. Минимальная ЭИИМ стволов на границах зоны покрытия 50 — 51 дБВт[3];
- «Восточная фиксированая зона» покроет территории западной и центральной Сибири, а также почти всего Казахстана. Минимальная ЭИИМ стволов на границах зоны покрытия составит 51 дБВт[3].

## Запуск спутника
Первоначально запуск спутника был запланирован на ноябрь 2013 года, что являлось крайним сроком возможного использования спутника «Бонум-1», заменяемого КА «Экспресс АТ1». Запуск произведен 16 марта 2014 года в 3:08 МСК. В 12:10 МСК аппарат успешно отделился от разгонного блока Бриз-М, второй аппарат, Экспресс-АТ2, отделился через 18 минут после этого.